# Mahlstatt
|  | Dieser Artikel oder Abschnitt wurde wegen inhaltlicher Mängel auf der Qualitätssicherungsseite des Projekts Germanen eingetragen. Dies geschieht, um die Qualität der Artikel aus diesem Themengebiet auf ein akzeptables Niveau zu bringen. Bitte hilf mit, die Mängel dieses Artikels zu beseitigen, und beteilige dich an der Diskussion! |

Als Mahlstatt oder Malstätte, auch Malberg (althochdeutsch Mâlberg), wurde bei den Germanen, insbesondere den Franken, der Versammlungsort eines Gerichtes auf einem Hügel bezeichnet.
Spätestens seit dem Jahr 568, in dem König Guntram von Burgund einen Malberg zur Streitschlichtung zwischen seinen Brüdern Chilperich I. von Neustrien und Sigibert I. von Austrasien einberief, fanden solche Gerichtsverhandlungen auch in geschlossenen Räumen statt.